# اشرینگن
اشرینگن (به آلمانی: Eschringen) یک منطقهٔ مسکونی در آلمان است که در زارلاند واقع شده‌است.